# AC Ajaccio
Athletic Club Ajaccio (normalt bare kendt som AC Ajaccio) er en fransk fodboldklub fra Ajaccio på Korsika. Klubben spiller i den næstbedste række, Ligue 2, men har tidligere i flere omgange spillet i den bedste liga, Ligue 1. Klubben blev stiftet i 1910 og spiller sine hjemmekampe på Stade François Coty. Klubbens hidtil bedste placering i Ligue 1 er en 6. plads i 1971.

## Titler
- Ligue 2 (2): 1967 og 2002

## Kendte spillere
- Bernard Diomède
- Sébastien Squillaci
- Dado Pršo

## Danske spillere
- Ingen